# European Traffic Management Layer
Der European Traffic Management Layer (Abk. ETML, Deutsch vereinzelt europäisches Dispositionsnetzwerk oder Europäische Verkehrsmanagement Ebene) war, neben dem Zugbeeinflussungssystem ETCS und Kommunikationssystem GSM-R, einer der drei Bausteine des European Rail Traffic Management System (Abk. ERTMS).
Als einziger Bestandteil wurde das dem einheitlichen europäischen Verkehrsmanagement dienende ETML weder vertieft beschrieben noch spezifiziert und umgesetzt.
An Stelle von ETML, das nie zu einem standardisierten System entwickelt wurde, werden proprietäre Verkehrsleitsysteme (TMS) eingesetzt.

## Funktion
Mit ETML sollten die übergeordneten Funktionen zur Verkehrsleitung und -lenkung für die behördliche und überbetriebliche Verkehrsorganisation und die innerbetriebliche Organisation der Teilnehmer geregelt werden.
In einer frühen Phase der ERTMS-Planung wurden unter der ursprünglichen Bezeichnung „Train Management Layer“ folgende Inhalte genannt:
- Fahrgastinformation in den Wagen
- Onboard-Fahrkartenkauf
- Übertragung von Reservierungsdaten
- Ladungsverfolgung
- Zugfertigstellungsmeldung
- Übertragung von Lokstördaten

Nach anderen Angaben sollte ETML dem länderübergreifenden Austausch von (nicht sicheren) Zuglaufdaten dienen.

## Geschichte
2007 wurde ETML im Korridor A erprobt.
Bis 2016 gab es wenig Fortschritte, ETML galt kaum mehr als ein Konzept. Inwieweit in diesem Bereich eine europäische Harmonisierung sinnvoll wäre, war in Diskussion.
Seit der Neugestaltung der offiziellen Webseite der Europäischen Eisenbahnagentur 2018 wird ETML nicht mehr erwähnt.
Aus Sicht von DB Netz werde ETML durch das Capacity and Traffic Management System (CTMS) wieder aufgegriffen.